# Lijst van nummer 1-hits in Spanje in 2008
Deze hits stonden in 2008 op nummer 1 in de Spaanse Single Top 50, de bekendste hitlijst in Spanje.
| Datum        | Artiest                  | Titel                             |
| ------------ | ------------------------ | --------------------------------- |
| 6 januari    | Dogma Crew               | Nacen de la bruma                 |
| 13 januari   | Dogma Crew               | Nacen de la bruma                 |
| 20 januari   | Dogma Crew               | Nacen de la bruma                 |
| 27 januari   | Dogma Crew               | Nacen de la bruma                 |
| 3 februari   | Dogma Crew               | Nacen de la bruma                 |
| 10 februari  | High School Musical Cast | Be mine                           |
| 17 februari  | High School Musical Cast | Be mine                           |
| 24 februari  | High School Musical Cast | Be mine                           |
| 2 maart      | High School Musical Cast | Be mine                           |
| 9 maart      | High School Musical Cast | Be mine                           |
| 16 maart     | High School Musical Cast | Be mine                           |
| 23 maart     | Mónica Naranjo           | Europa                            |
| 30 maart     | Mónica Naranjo           | Europa                            |
| 6 april      | Mónica Naranjo           | Europa                            |
| 13 april     | Mónica Naranjo           | Europa                            |
| 20 april     | Mónica Naranjo           | Europa                            |
| 27 april     | Mónica Naranjo           | Europa                            |
| 4 mei        | La Habitación Roja       | esta no será otra canción de amor |
| 11 mei       | Madonna & Justin         | 4 Minutes                         |
| 18 mei       | The Cure                 | The only one                      |
| 25 mei       | The Cure                 | The only one                      |
| 1 juni       | The Cure                 | The only one                      |
| 8 juni       | The Cure                 | The only one                      |
| 15 juni      | Madonna & Justin         | 4 Minutes                         |
| 22 juni      | The Cure                 | Freakshow                         |
| 29 juni      | The Cure                 | Freakshow                         |
| 6 juli       | The Cure                 | Freakshow                         |
| 13 juli      | The Cure                 | Freakshow                         |
| 20 juli      | The Cure                 | Sleep when I'm dead               |
| 27 juli      | Mónica Naranjo           | Amor y lujo                       |
| 3 augustus   | Mónica Naranjo           | Amor y lujo                       |
| 10 augustus  | Mónica Naranjo           | Amor y lujo                       |
| 17 augustus  | Mónica Naranjo           | Amor y lujo                       |
| 24 augustus  | Madonna                  | Give it 2 me                      |
| 31 augustus  | Madonna                  | Give it 2 me                      |
| 7 september  | Madonna                  | Give it 2 me                      |
| 14 september | Madonna                  | Give it 2 me                      |
| 21 september | The Cure                 | Hypnagogic states ep              |
| 28 september | The Cure                 | Hypnagogic states ep              |
| 5 oktober    | High School Musical Cast | Be mine                           |
| 12 oktober   | High School Musical Cast | Be mine                           |
| 19 oktober   | High School Musical Cast | Be mine                           |
| 26 oktober   | Cooper                   | Lemon pop                         |
| 2 november   | Cooper                   | Lemon pop                         |
| 9 november   | Cooper                   | Lemon pop                         |
| 16 november  | Cooper                   | Lemon pop                         |
| 23 november  | Cooper                   | Lemon pop                         |
| 30 november  | Cooper                   | Lemon pop                         |
| 7 december   | Cooper                   | Lemon pop                         |
| 14 december  | Madonna                  | Miles away                        |
| 21 december  | Madonna                  | Miles away                        |
| 28 december  | Anastacia                | Pieces of a dream                 |